# Euodynerus fabulosus
Euodynerus fabulosus är en stekelart som beskrevs av Giordani Soika 1979. Euodynerus fabulosus ingår i släktet kamgetingar, och familjen Eumenidae. Inga underarter finns listade i Catalogue of Life.